# Coppa delle Nazioni Juniors UCI 2009
La Coppa delle Nazioni Juniors UCI 2009 fu la seconda edizione della competizione organizzata dalla Unione Ciclistica Internazionale, riservata agli atleti di meno di 19 anni. Comprendeva otte gare ed era riservata alle squadre nazionali.

## Calendario
| Data            | Gara                              | Vincitore                | Vincitore (Nazioni) | Leader (Nazioni) |
| --------------- | --------------------------------- | ------------------------ | ------------------- | ---------------- |
| 12 aprile       | Parigi-Roubaix Juniors            | Guillaume Van Keirsbulck | Belgio              | Belgio           |
| 6-10 maggio     | Course de la Paix Juniors         | Łukasz Wiśniowski        | Germania            | Russia           |
| 21-24 maggio    | Trofeo Karlsberg                  | Emil Soeberg Hovmand     | Danimarca           | Paesi Bassi      |
| 11-12 luglio    | Grand Prix Général Patton         | Jan Hirt                 | Belgio              | Paesi Bassi      |
| 21-26 luglio    | Tour de l'Abitibi                 | Andrew Barker            | Stati Uniti         | Paesi Bassi      |
| 7 agosto        | Campionati del mondo a cronometro | Luke Durbridge           | Germania            | Stati Uniti      |
| 9 agosto        | Campionati del mondo in linea     | Jasper Stuyven           | Francia             | Stati Uniti      |
| 18-20 settembre | Kroz Istru                        | Zico Waeytens            | Belgio              | Belgio           |

## Classifica
Risultati finali.
| Pos. | Nazione     | Punti |
| ---- | ----------- | ----- |
| 1    | Belgio      | 223   |
| 2    | Paesi Bassi | 215   |
| 3    | Francia     | 187   |
| 4    | Stati Uniti | 185   |
| 5    | Germania    | 159   |
| 6    | Danimarca   | 150   |
| 7    | Russia      | 105   |
| 7    | Austria     | 105   |
| 9    | Portogallo  | 87    |
| 10   | Canada      | 84    |